# 雜交大麻

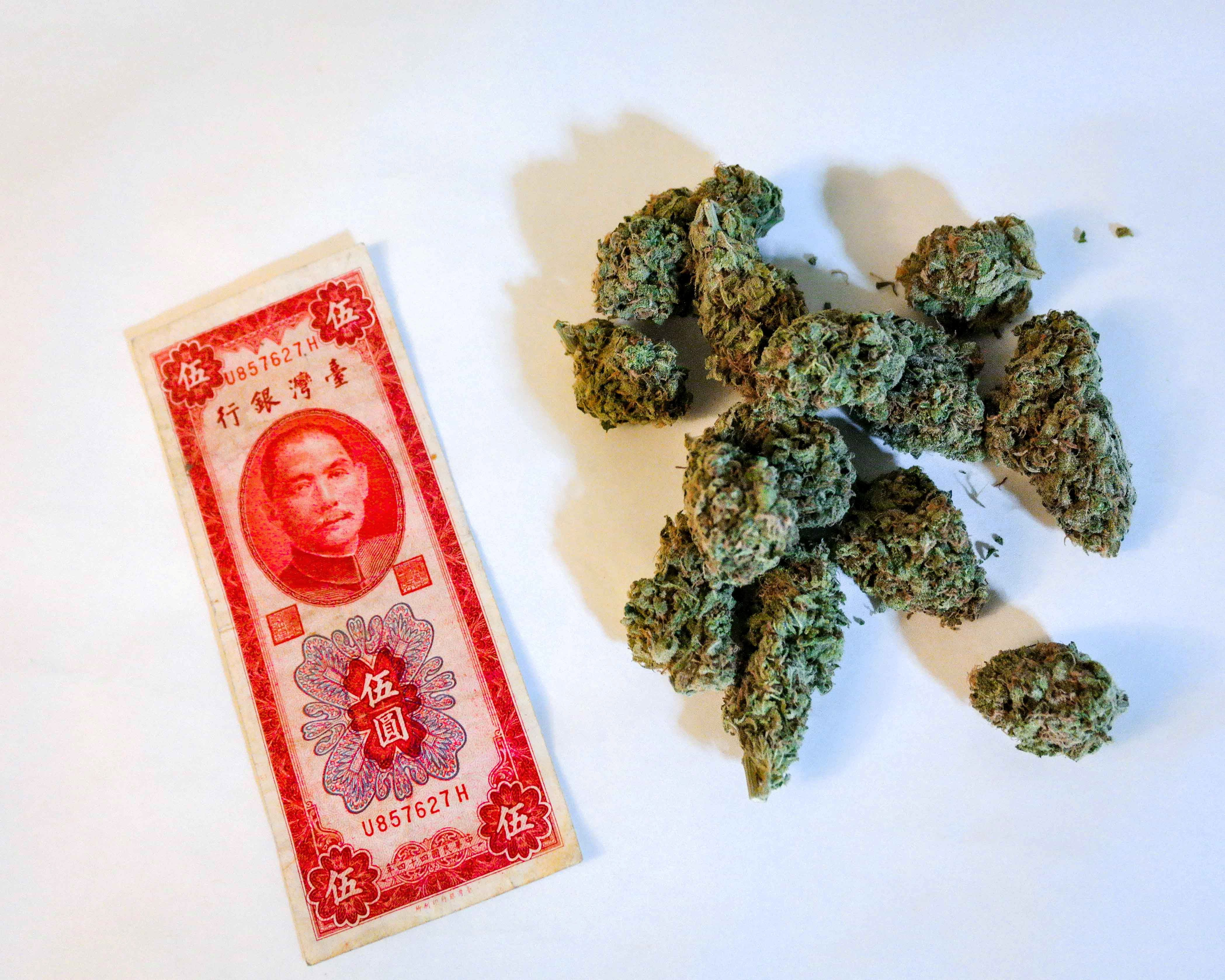
蓝梦，一种著名的Hybrid大麻，亦可用作医疗用途。

雜交大麻（英語：hybrid cannabis），又譯混合大麻，是一类将Sativa和Indica两个大麻属物种杂交而成的医用或娱乐用大麻，大麻使用者通常简称其为Hybrid。因为它的外观形态与药用效果皆结合了Sativa和Indica两个物种的特点，所以现在三大类娱乐用大麻Sativa、Indica与Hybrid中，Hybrid最受欢迎。
此类大麻与Sativa和Indica不同，并不属于大麻属的种或亚种，而是属于杂交种。